# Medetera polleti
Medetera polleti är en tvåvingeart som beskrevs av Grichanov 1997. Medetera polleti ingår i släktet Medetera och familjen styltflugor. Inga underarter finns listade i Catalogue of Life.